# Ненцінський Анатолій Йосипович
Ненці́нський Анато́лій Йо́сипович (20 липня 1944, село Веснянка Старокостянтинівського району Хмельницької області) — український поет, журналіст. Член Національної спілки письменників України (від 1979 року). Заслужений журналіст України (1998).

## Біографія
Закінчив 1961 року Старокостянтинівську середню школу № 6. Працював у 1961—1962 роках завідувачем клубу в селі Красносілка.

Закінчив 1969 року історичний факультет Кам'янець-Подільського педагогічного інституту (нині Кам'янець-Подільський національний університет).

з 1970 року — в пресі. Працював у Старокостянтинівській районній, Кам'янець-Подільській міськрайонній, Хмельницькій обласній газетах. З 2006 року- на пенсії.

6 лютого 1998 року Указом Президента України надано звання «Заслужений журналіст України» — «За заслуги в розвитку української журналістики, високий професіоналізм».

Живе у м. Хмельницькому.

## Творчість
| Книги: - «Вірність» (1975); - «Передчуття польоту» (1980); - «Атакуючий ряд» (1984); - «Комаргород»: роман у віршах (1991); - «Весталка»: поема (1994); - «Закон руки»: поема(1997); - «Це не ваше тіло!»: збірка сатиричних творів (2002); | - Шкереберть з перевертом": сатирична поема (2007); - «Полиновий плин»: вибрані твори(2009). - «Руки виросли в пенька…»: вірші для дітей (2014) - «Голоси з Останніх Меж»: поема (2016) - «День дев'ятий»: повість -поема (2016) - «Побачення з собою»: вибрані твори (2018) - «Голоси і видіння»: поеми (2019) - «А було це й справді так…»: вірші для дітей (2019) |

## Нагороди та премії
- Орден «Знак Пошани»

### Літературні премії
- Хмельницькі обласні — імені Володимира Булаєнка, імені Микити Годованця, ім. М.Федунця
- Хмельницька міська — імені Богдана Хмельницького.